# ذي رقش (القفر)

تعديل مصدري - تعديل

ذي رقش هي إحدى قرى عزلة بني مسلم بمديرية القفر التابعة لمحافظة إب، بلغ تعداد سكانها 59 نسمة حسب تعداد اليمن لعام 2004.